# Mosteiro de Filoteu

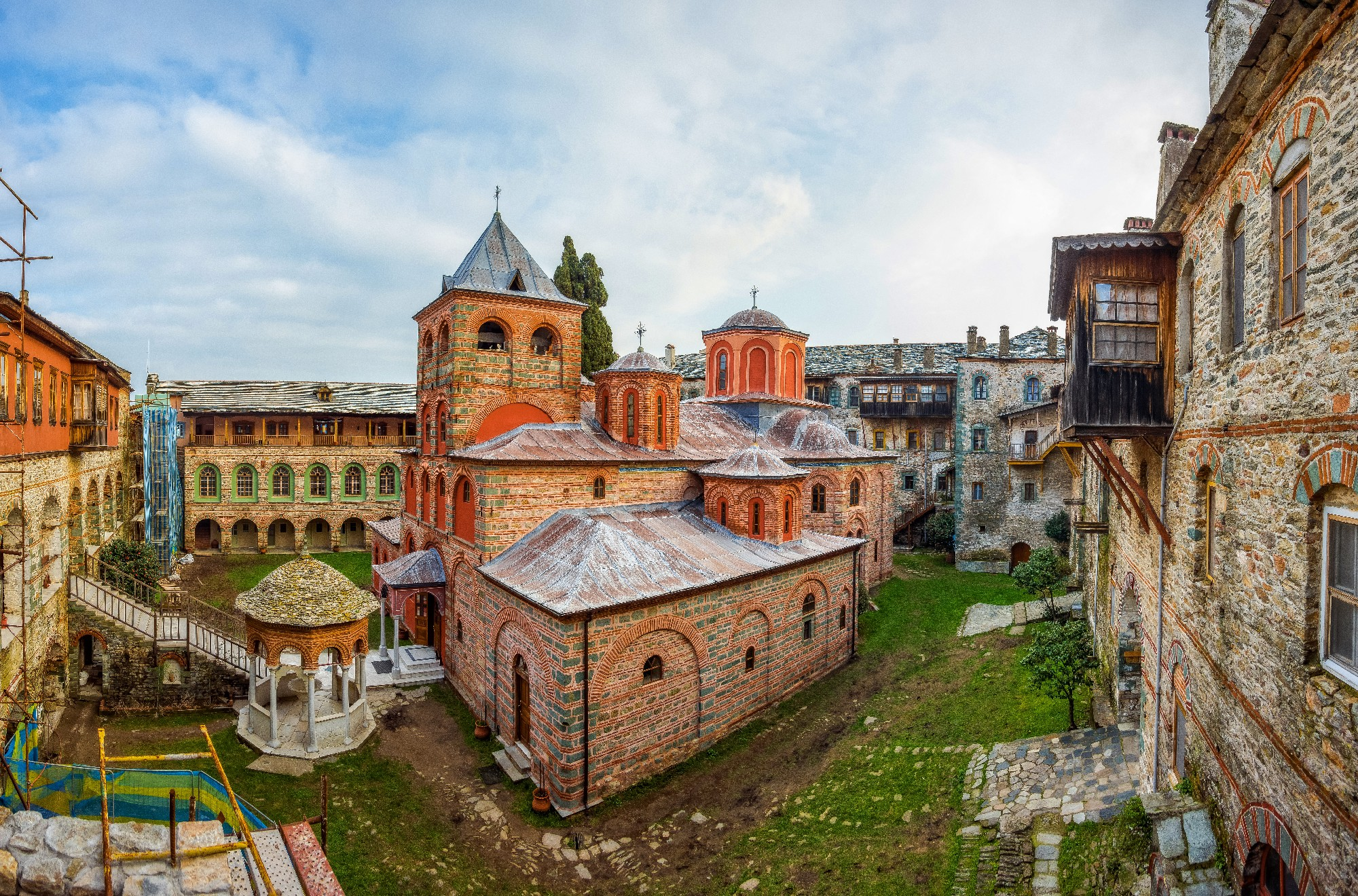

Mosteiro de Filoteu (em grego: Μονή Φιλοθέου; romaniz.: Philotheou) é um mosteiro ortodoxo localizado no estado monástico de Monte Atos, na Grécia. Ele está na parte nordeste da península.
Ele foi fundado pelo abençoado Filoteu no final do século X d.C. e está em décimo-segundo lugar na hierarquia dos mosteiros de Atos. Vivem ali atualmente por volta de sessenta monges.
A biblioteca contém 250 manuscritos e 2.500 livros impressos, sendo 500 deles em russo ou romeno.